# Deutsches Wörterbuch

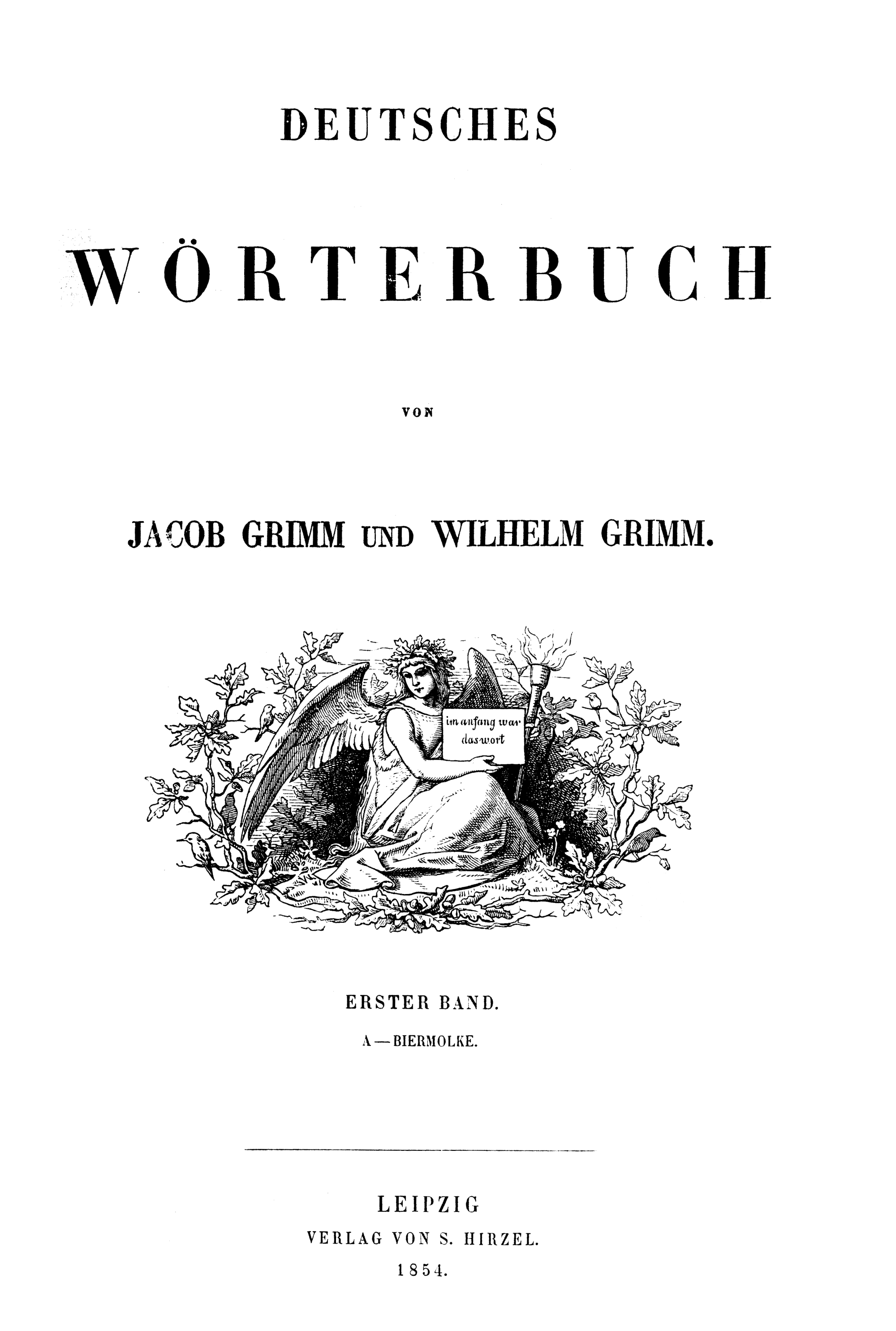
Titelblatt zum ersten Band des Deutschen Wörterbuches

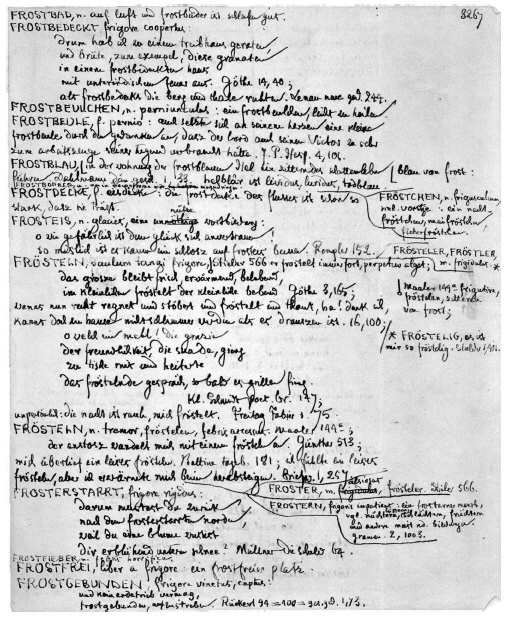
Manuskript Jacob Grimms (Universitätsbibliothek Gießen, Nachlass Karl Weigand)

Das Deutsche Wörterbuch (DWB, gelegentlich auch DW), auch Grimms Wörterbuch und der Grimm genannt, ist das größte und umfassendste Wörterbuch zur deutschen Sprache. Es beschreibt den Wortschatz des Neuhochdeutschen von der Mitte des 15. Jahrhunderts bis zur Gegenwart.
Begonnen 1838 durch die Brüder Jacob und Wilhelm Grimm, erschien die erste Lieferung am 1. Mai 1852; 1961, nach 123 Jahren, wurde es beendet. Insgesamt entstanden bis dahin 16 Bände in 32 Teilbänden. Ein zusätzlicher Quellenband erschien als 17. Band 1971.
Bereits 1957, als der Abschluss des Werks fast erreicht war, wurde eine Überarbeitung der älteren Teile des DWB beschlossen. Diese betraf die Buchstaben A–F, begann nach der Fertigstellung des letzten Bandes und wurde 2016 abgeschlossen.

## Konzeption
Die Herausgabe des Deutschen Wörterbuchs (DWB) war ein ehrgeiziges sprachwissenschaftliches Arbeitsvorhaben des Philologen-Bruderpaares Jacob (1785–1863) und Wilhelm Grimm (1786–1859). Es sollte als Belegwörterbuch in aller Gründlichkeit Herkunft und Gebrauch jedes deutschen Wortes erläutern.
Mit Hilfe des DWBs sollten sich tendenziell alle Angehörigen der deutschen Sprachgemeinsamkeit ihrer Sprache vergewissern können, was zu einer Zeit, als es noch viele deutsche Kleinstaaten und noch kein politisch vereinigtes Deutschland gab, auch ein nationales Anliegen war. Der ältere wie gegenwärtige deutsche Wortgebrauch sollte auf allen Stilniveaus dokumentiert werden. Der Niedersächsischen Akademie der Wissenschaften zu Göttingen zufolge, „beschreibt [es] den in der neuhochdeutschen Schriftsprache von der Mitte des 15. Jahrhunderts bis zur Gegenwart gebräuchlichen Wortschatz.“
Auffällig am Deutschen Wörterbuch ist, dass darin konsequent die heutzutage in der deutschen Schriftsprache unübliche Kleinschreibung nicht allein der Substantive, sondern auch der Satzanfänge verwendet wird. Großgeschrieben werden nur die Absatzanfänge und die Eigennamen. Jacob Grimm selbst sprach sich gegen die Großschreibung aus, die in der deutschen Sprache damals üblich war, sich aber (nach Grimms Einschätzung) noch nicht völlig durchgesetzt hatte.

## Geschichte

### Entstehungsgeschichte
Die Brüder Grimm begannen die Arbeit 1838, mehr als 80 Mitarbeiter beschafften ihnen über 600.000 Belege. Sie hatten die Aufgabe, die vor ihnen lag, jedoch unterschätzt – war das Werk ursprünglich auf sechs bis sieben Bände und bis zu 10 Jahren Arbeit angelegt, begann schon das Erscheinen des ersten Bandes (A-Biermolke) erst nach 14 Jahren. So konnten sie zu ihren Lebzeiten nur einen kleinen Teil bearbeiten: Wilhelm Grimm, der die Beiträge zum Buchstaben D verfasste, starb 1859; Jacob, der die Buchstaben A, B, C und E abschließen konnte, starb am 20. September 1863 über der Bearbeitung des Artikels »Frucht«.
Nach dem Tod der Grimms wurde das Werk von bedeutenden Germanisten wie Rudolf Hildebrand, Moritz Heyne und Matthias von Lexer fortgeführt, bis 1908 dann die Preußische Akademie der Wissenschaften die Weiterentwicklung des Wörterbuches übernahm. Ab 1946 wurde das Werk gemeinsam von der Göttinger Akademie der Wissenschaften für die Bundesrepublik und der Deutschen Akademie der Wissenschaften für die DDR übernommen.
Am 10. Januar 1961 erteilte der Germanistik-Professor Bernhard Beckmann in Ost-Berlin das Imprimatur für den Abschlussband, wie er seinem westdeutschen Kollegen Theodor Kochs in Göttingen telegrafierte. 123 Jahre nach Beginn der Arbeit erschien so mit der 380. Lieferung der 32. und letzte Band des Wörterbuches. Als 33. Band erschien 1971 noch ein Quellenband.
Ende 2005 tauchten Handexemplare des DWBs (darunter sieben Bände Handexemplare Jacob Grimms) mit Marginalien in der sogenannten Berlinka auf. Das in diesen Bänden notierte Material beläuft sich (bezogen auf das erste Lieferungsheft des DWBs mit 2805 Einträgen von A bis Allverein) auf 330 Verweise und Stichwortansätze, wovon sich etwa 130 als wichtig erweisen und bereits Bestandteil der Neubearbeitung waren.

### Neubearbeitung der Buchstaben A–F
1957 wurde eine Neubearbeitung dieses gewaltigen Wörterbuches beschlossen, um den ältesten Teil, die noch von den Brüdern Grimm selbst bearbeiteten Buchstaben A–F, auf den neuesten Stand zu bringen. Wie das ursprüngliche Vorhaben wurde es als deutsch-deutsche Kooperation der Göttinger Akademie der Wissenschaften und der Deutschen Akademie der Wissenschaften durchgeführt. Dabei sollten in Ost-Berlin die Buchstaben A–C und in Göttingen die Buchstaben D–F neu bearbeitet werden.
Die erste Lieferung erschien 1965. Auch im Zuge der deutschen Wiedervereinigung blieb die Aufgabenteilung erhalten, in Berlin fungierte die Berlin-Brandenburgische Akademie der Wissenschaften als Nachfolgerin. In Göttingen wurden 2006 die Arbeiten abgeschlossen. Die noch verbleibende Berliner Strecke wurde 2006 zwischen den beiden Arbeitsstellen neu aufgeteilt. Dies war nötig, da der Berliner Anteil gegenüber dem Göttingens ursprünglich umfangreicher war und seine Bearbeitung in der DDR ab 1968 dadurch behindert wurde, dass Mitarbeiter vom politisch missliebigen Projekt abgezogen wurden.
Die Neubearbeitung, die wiederholte Male auf Anordnung der Herausgeber ihren Lemmabestand reduzieren musste, wurde 2016 abgeschlossen. Damit endete nach 178 Jahren durchgehender Bearbeitung die Arbeit am Deutschen Wörterbuch von Jacob Grimm und Wilhelm Grimm. Eine spätere Neubearbeitung der Buchstaben G bis Z schloss die Berlin-Brandenburgische Akademie der Wissenschaften aus. Die Berliner Arbeitsstelle schloss ihre Arbeiten im Jahre 2012 ab. Als Grund des Beschlusses zur Einstellung der Arbeiten wird mangelnde Bereitschaft zur Finanzierung genannt, so der Wissenschaftsdirektor der Akademie, Wolf-Hagen Krauth. Die Neubearbeitung wurde bis 2016 durch das Akademienprogramm von Bund und Ländern finanziert.

### Editionsgeschichte
Die Erstausgabe des Gesamtwerks erschien von 1853 bis 1971 im S. Hirzel Verlag. Sie besteht aus 33 Bänden mit 34.824 Seiten, 67.744 Textspalten und rund 320.000 Stichwörtern. Die Auflage beträgt nur wenige hundert Exemplare.
Nach Abschluss der Erarbeitung 1971 erschien ein vollständiger Neudruck, 1984 erschien das DWB erstmals in einer Taschenbuchauflage in 33 Bänden bei dtv. Auch die Bände der Neubearbeitung sind im S. Hirzel Verlag erschienen.
Das Kompetenzzentrum für elektronische Erschließungs- und Publikationsverfahren in den Geisteswissenschaften an der Universität Trier digitalisierte, unter Leitung des Germanisten Kurt Gärtner und gefördert durch die DFG, die gesamten 300 Millionen gedruckten Zeichen nach der Methode der doppelten Eingabe: In China wurde der gesamte Textkörper manuell zweimal eingegeben, um durch die Redundanz Fehler zu reduzieren; ein Scannen war aufgrund der Schriftgröße von nur 7 Punkt bzw. 6 Punkt für die Zitate nicht möglich. Eine CD-ROM-Version dieser Digitalisierung für die Betriebssysteme Windows, OS X und Linux erschien im Juli 2004 beim Verlag Zweitausendeins. Bei dieser Fassung wurden Rechtschreibfehler des Originals korrigiert. Eine Onlineausgabe stellt die Universität Trier zur Verfügung.

## Übersicht über die Bände
Deutsches Wörterbuch (1DWB)
- Bd. I (= Bd. 1 DTV), a–biermolke, 1852–1854.
- Bd. II (= Bd. 2 DTV), biermörder–d, 1854–1860.
- Bd. III (= Bd. 3 DTV), e–forsche, 1859–1862
- Bd. IV,I,1 (= Bd. 4 DTV), forschel–gefolgsmann, 1863–1878.
- Bd. IV,I,2 (= Bd. 5 DTV), gefoppe–getreibs, 1879–1897.
- Bd. IV,I,3 (= Bd. 6 DTV), getreide–gewöhniglich, 1898–1911.
- Bd. IV,I,4 (= Bd. 7 DTV), gewöhnlich–gleve, 1912–1949.
- Bd. IV,I,5 (= Bd. 8 DTV), glibber–gräzist, 1936–1958.
- Bd. IV,I,6 (= Bd. 9 DTV), greander–gymnastic, 1914–1935.
- Bd. IV,II (= Bd. 10 DTV), h, i, j, 1868–1877.
- Bd. V (= Bd. 11 DTV), k, 1864–1873.
- Bd. VI (= Bd. 12 DTV), l, m, 1877–1885.
- Bd. VII (= Bd. 13 DTV), n, o, p, q, 1881–1889.
- Bd. VIII (= Bd. 14 DTV), r–schiefe, 1886–1893.
- Bd. IX (= Bd. 15 DTV), schiefeln–seele, 1894–1899.
- Bd. X,I (= Bd. 16 DTV), seeleben–sprechen, 1899–1905.
- Bd. X,II,1 (= Bd. 17 DTV), sprecher–stehuhr, 1905–1919.
- Bd. X,II,2 (= Bd. 18 DTV), stehung–stitzig, 1919–1941.
- Bd. X,III (= Bd. 19 DTV), stob–strolle, 1914–1957.
- Bd. X,IV (= Bd. 20 DTV), strom–szische, 1931–1942.
- Bd. XI,I,1 (= Bd. 21 DTV), t–treftig, 1890–1935.
- Bd. XI,I,2 (= Bd. 22 DTV), treib–tz, 1932–1952.
- Bd. XI,II (= Bd. 23 DTV), u–umzwingen, 1913–1936.
- Bd. XI,III (= Bd. 24 DTV), un–uzvogel, 1912–1936.
- Bd. XII,I (= Bd. 25 DTV), v–verzwunzen, 1886–1956.
- Bd. XII,II (= Bd. 26 DTV), vesche–vulkanisch, 1913–1951.
- Bd. XIII (= Bd. 27 DTV), w–weg⟩zwitschern⟨(-zwiesel), 1901–1922.
- Bd. XIV,I,1 (= Bd. 28 DTV), weh–wendunmut, 1911–1955.
- Bd. XIV,I,2 (= Bd. 29 DTV), wenig–wiking, 1958–1960.
- Bd. XIV,II,2 (= Bd. 30 DTV), wilb–ysop, 1913–1960.
- Bd. XV (= Bd. 31 DTV), z–zmasche, 1913–1956.
- Bd. XVI (= Bd. 32 DTV), zobel–zypressenzweig, 1914–1954.
- Quellenverzeichnis (= Bd. 33 DTV), 1971.

Deutsches Wörterbuch, Neubearbeitung A–F (2DWB)
- Bd. 1, A–Affrikata, 1965–1983.
- Bd. 2, Affront–Ansüszen, 1986–1998.
- Bd. 3, Antagonismus–Azyklisch, 1999–2007.
- Bd. 4, B–Betreuung, 2008–2013.
- Bd. 5, Betrieb–Cyberspace, 2012–2018.
- Bd. 6, D–D-Zug, 1970–1983.
- Bd. 7, E–Empörer, 1984–1993.
- Bd. 8, Emporerheben–Exzitieren, 1995–1999.
- Bd. 9, F–Fux, 2001–2006.